# Gmina zbiorowa Wesendorf
Gmina zbiorowa Wesendorf (niem. Samtgemeinde Wesendorf) – gmina zbiorowa położona w niemieckim kraju związkowym Dolna Saksonia, w powiecie Gifhorn. Siedziba administracji gminy zbiorowej znajduje się w miejscowości Wesendorf.

## Podział administracyjny
Do gminy zbiorowej Wesendorf należy sześć gminy:
1. Groß Oesingen
2. Schönewörde
3. Ummern
4. Wagenhoff
5. Wahrenholz
6. Wesendorf